# Tyson Strachan
Tyson Strachan (* 30. Oktober 1984 in Melfort, Saskatchewan) ist ein ehemaliger kanadischer Eishockeyspieler, der im Verlauf seiner aktiven Karriere zwischen 2003 und 2018 unter anderem 188 Spiele für die St. Louis Blues, Florida Panthers, Washington Capitals, Buffalo Sabres und Minnesota Wild in der National Hockey League (NHL) auf der Position des Verteidigers bestritten hat. Darüber hinaus absolvierte Strachan über 400 weitere Partien in der American Hockey League (AHL).

## Karriere

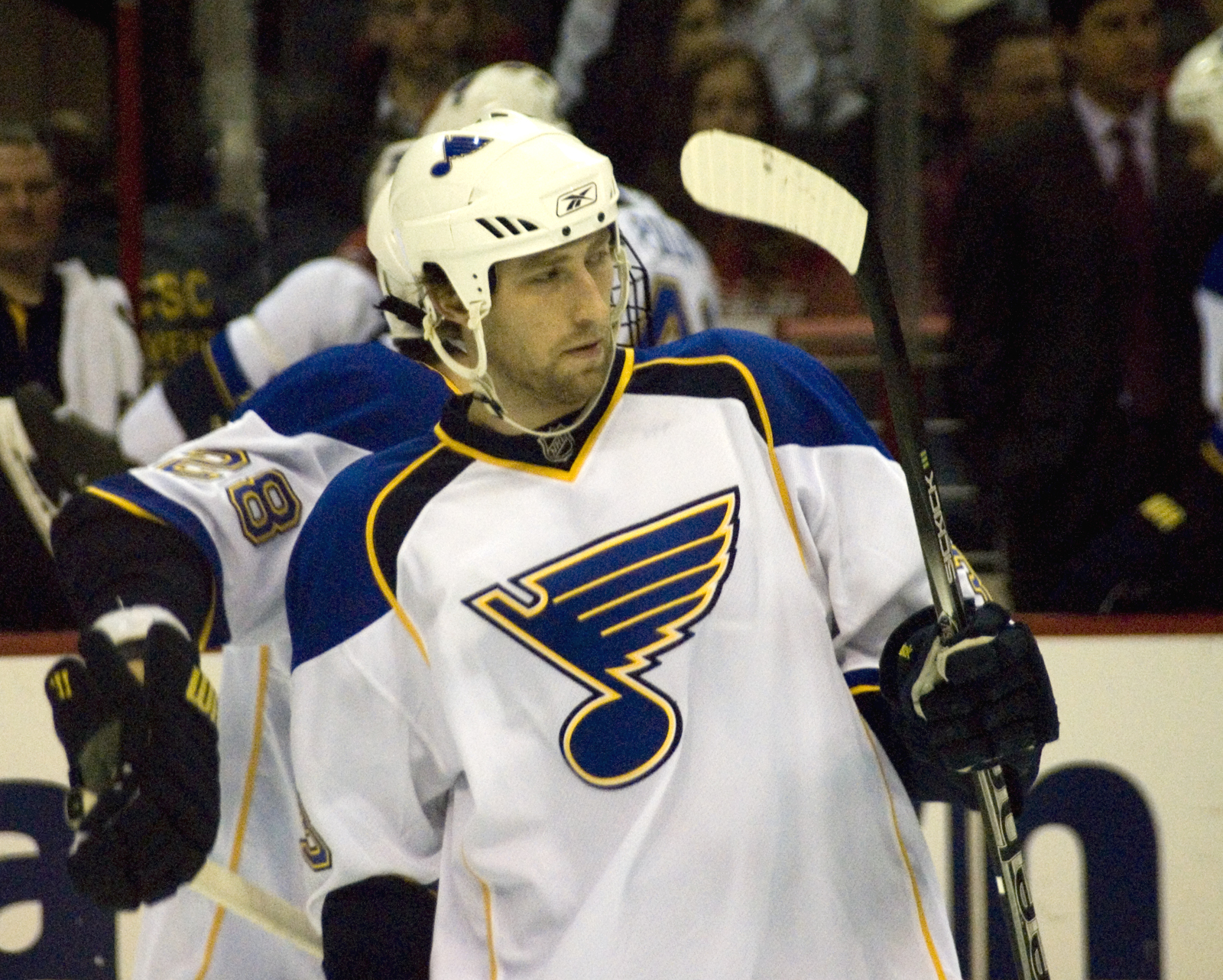
Strachan im Trikot der St. Louis Blues (2011)

Tyson Strachan begann seine Karriere als Eishockeyspieler bei den Vernon Vipers, für die er in der Saison 2002/03 in der kanadischen Juniorenliga British Columbia Hockey League (BCHL) aktiv war. Anschließend wurde er im NHL Entry Draft 2003 in der fünften Runde als insgesamt 137. Spieler von den Carolina Hurricanes aus der National Hockey League (NHL) ausgewählt, für die er allerdings nie spielte. Stattdessen besuchte er von 2003 bis 2007 die Ohio State University, für deren Eishockeymannschaft er parallel in der Central Collegiate Hockey Association, einer Division im Spielbetrieb der National Collegiate Athletic Association (NCAA), auflief. Mit seiner Mannschaft gewann er im Jahr 2004 die Meisterschaft der CCHA in Form des Mason Cups.
Gegen Ende der Saison 2006/07 gab der Verteidiger für Carolinas Farmteam Albany River Rats sein Debüt im professionellen Eishockey, als er in einem Spiel in der American Hockey League (AHL) auf dem Eis stand. Vom Beginn der Saison 2007/08 lief Strachan für die Peoria Rivermen in der AHL auf, die ihn zudem bei ihrem Kooperationspartner Las Vegas Wranglers in der ECHL einsetzten. Vor der Spielzeit 2008/09 erhielt er schließlich einen Vertrag bei Peorias NHL-Kooperationspartner St. Louis Blues, für den er bis zum Sommer 2011 ebenso spielte wie die Rivermen. Für St. Louis allein kam er 67-mal zum Einsatz. Im Juli 2011 unterschrieb der Kanadier als Free Agent einen Zweijahresvertrag bei den Florida Panthers. In der Saison 2011/12 absolvierte der Kanadier insgesamt 17 Partien für die Panthers in der NHL und erzielte dabei ein Tor und zwei Vorlagen. Überwiegend lief er jedoch für deren AHL-Farmteam San Antonio Rampage auf.
Nachdem er die Saison 2013/14 bei den Washington Capitals verbracht, dort aber hauptsächlich bei den Hershey Bears in der AHL gespielt hatte, wechselte er im Juli 2014 zu den Buffalo Sabres, wo er sich im NHL-Aufgebot etablierte. Nach einem Jahr in Buffalo wurde sein Vertrag dennoch nicht verlängert, sodass er sich abermals als Free Agent den Minnesota Wild anschloss und dort einen Einjahresvertrag unterzeichnete. Nach Ablauf dessen unterzeichnete er im September 2016 einen reinen AHL-Vertrag bei den Rochester Americans, um im September 2017 schließlich durch einen Probevertrag bei den Arizona Coyotes wieder zu versuchen, in der NHL Fuß zu fassen. Daraus wurde jedoch kein festes Engagement, sodass Strachan im Oktober 2017 erstmals nach Europa wechselte und sich dem walisischen Hauptstadtklub Cardiff Devils aus der britischen Elite Ice Hockey League (EIHL) anschloss. Nachdem er mit den Devils in der Saison 2017/18 sowohl die britischer Meisterschaft als auch die sich anschließenden Playoffs gewonnen hatte, beendete der 33-Jährige im Sommer 2018 seine aktive Karriere.

## Erfolge und Auszeichnungen
- 2004 Mason-Cup-Gewinn mit der Ohio State University
- 2018 Britischer Meister mit den Cardiff Devils
- 2018 EIHL-Playoffgewinn mit den Cardiff Devils

## Karrierestatistik
(Legende zur Spielerstatistik: Sp oder GP = absolvierte Spiele; T oder G = erzielte Tore; V oder A = erzielte Assists; Pkt oder Pts = erzielte Scorerpunkte; SM oder PIM = erhaltene Strafminuten; +/− = Plus/Minus-Bilanz; PP = erzielte Überzahltore; SH = erzielte Unterzahltore; GW = erzielte Siegtore; 1 Play-downs/Relegation; Kursiv: Statistik nicht vollständig)